# Ровере Веронезе
Ровере Веронезе (итал. Roveré Veronese) је насеље у Италији у округу Верона, региону Венето.
Према процени из 2011. у насељу је живело 281 становника. Насеље се налази на надморској висини од 895 м.

## Становништво
Према резултатима пописа становништва 2011. у општини је живело 2.127 становника.
| 1931. | 1936. | 1951. | 1961. | 1971. | 1981. | 1991. | 2001. | 2011. |
| ----- | ----- | ----- | ----- | ----- | ----- | ----- | ----- | ----- |
| 2.727 | 2.761 | 2.878 | 2.430 | 2.019 | 1.920 | 1.993 | 2.098 | 2.127 |